# 黄褐孔菌属
黄褐孔菌属（学名：Xanthochrous）是刺革菌科下的一个属。

## 下属物种
本属包括以下物种：
- 薄黄褐孔菌 Xanthochrous gilvicolor (Lloyd) Teng
- Xanthochrous patouillardii Rick